# Dirty Picture
«Dirty Picture» es una canción del cantante británico Taio Cruz con la colaboración de la cantante estadounidense Kesha. Fue lanzado como tercer sencillo de su álbum Rokstarr. Fue lanzada digitalmente el 3 de mayo de 2010 en el Reino Unido.

## Antecedentes
Cruz describe la creación de la canción en una entrevista:

Quería algo bailable y electro, que es lo que quiero hacer por el momento. Trabajé con Fraser T. Smith, en la pista de fondo y luego un día la idea llega a mí. Yo estaba murmurando cosas cuando salí: "¿Puedo tomar una fotografía sucia?" Yo pensé que sonaba genial, así que escribí la canción alrededor de eso.
Cruz

Cruz indicó que él escribió la canción para Lady Gaga como invitada, pero optó por Ke$ha después de una recomendación del Dr. Luke.
En declaraciones a Pete Lewis - editor adjunto de Blues & Soul - declaró: "Escuché su sencillo Tik Tok antes de que fuera lanzado, y a mí realmente me gustaba cómo sonaba. Sentí que su voz era muy singular y fácilmente identificable, sabía que ella lo iba a hacer muy bien. Así que pensé ponerla con Cruz en "Dirty Picture" y que ahora suena PERFECTAMENTE!"

## Video musical
El video musical de "Dirty Picture" fue rodado en parte del este de Londres el 26 de febrero de 2010. Se filmó las escenas que quedaban o faltaban en un club de Los Ángeles la semana del 1 de marzo de 2010.
El video se estrenó en MySpace el 2 de abril de 2010 en Reino Unido.

## Canciones
CD sencillo
1. "Dirty Picture" (álbum versión) - 3:41
2. "Dirty Picture" (RedTop extended remix) - 5:24
3. "Dirty Picture" (Wizzy Wow remix) (featuring Scorcher) - 3:46
4. "Break Your Heart" (acústico) - 3:20

Sencillo digital
1. "Dirty Picture" (álbum versión) - 3:40
2. "Dirty Picture" (clean version) - 3:14
3. "Dirty Picture" (Wizzy Wow remix) (featuring Scorcher) - 3:44
4. "Dirty Picture" (RedTop extended remix) - 5:23
5. "Dirty Picture" (Paul Thomas remix) - 5:37 (iTunes exclusive)

## Otras versiones
1. "Dirty Picture Pt. 2" (Kesha con Taio Cruz)
2. "Dirty Picture" (K9 remix)[8][9]
3. "Dirty Picture" (The Arcade remix)[8]
4. "Dirty Picture (official remix)" (Taio Cruz ft. Ke$ha & Fabolous)
5. "Dirty Picture" (Latin Remix) (Taio Cruz ft. Paulina Rubio)

## Posicionamiento
| Listas (2010)                    | Posición máxima |
| -------------------------------- | --------------- |
| Brasil Hot 100                   | 49              |
| Europa Hot 100                   | 25              |
| Nueva Zelanda                    | 38              |
| Uk Singles Chart                 | 6               |
| Uk Descargas Digitales           | 7               |
| UK R&B (Official Charts Company) | 3               |

## Historial de lanzamiento
| País | Fecha              | Formato          | Etiqueta       |
| ---- | ------------------ | ---------------- | -------------- |
| UK   | 5 de abril de 2010 | Descarga Digital | Island Records |
| UK   | 3 de mayo de 2010  | Sencillo en CD   | Island Records |